# Muzaffarnagar
Muzaffarnagar (Hindi मुज़फ़्फ़रनगर) ist eine Stadt (Nagar Palika Parishad) des nordwestindischen Bundesstaates Uttar Pradesh.

## Geographie
Muzaffarnagar liegt in der Gangesebene auf einer Höhe von 248 m 100 km nordnordöstlich der Bundeshauptstadt Neu-Delhi. 
Die Stadt liegt 65 km von den Siwaliks entfernt zwischen den Flussläufen von Yamuna im Westen und Ganges im Osten.
Die Stadt ist Sitz des gleichnamigen Distrikts. Die nationale Fernstraße NH 58 (Roorkee–Meerut) verläuft in Nord-Süd-Richtung durch die Stadt. Die Eisenbahnstrecke Deoband–Khatauli passiert Muzaffarnagar.

## Klima
Das Klima in Muzaffarnagar ist subtropisch. In den Sommermonaten Juli und August, während der Monsunzeit, fallen die meisten Niederschläge. Der durchschnittliche Jahresniederschlag beträgt 955 mm. Die Jahresmitteltemperatur liegt bei 24,2 °C.
|                       | Jan  | Feb  | Mär  | Apr  | Mai  | Jun  | Jul  | Aug  | Sep  | Okt  | Nov  | Dez  |   |      |
| Mittl. Tagesmax. (°C) | 20,4 | 23,7 | 29,4 | 35,6 | 39,6 | 39,0 | 33,9 | 32,5 | 32,9 | 31,4 | 27,2 | 22,7 | ⌀ | 30,7 |
| Mittl. Tagesmin. (°C) | 7,4  | 9,2  | 14,2 | 19,3 | 24,1 | 26,6 | 25,9 | 25,3 | 23,8 | 17,8 | 11,0 | 7,7  | ⌀ | 17,7 |
|                       |      |      |      |      |      |      |      |      |      |      |      |      |   |      |
| Niederschlag (mm)     | 37   | 17   | 21   | 3    | 10   | 54   | 294  | 263  | 181  | 55   | 7    | 13   | Σ | 955  |

| 7,4 |

| 9,2 |

| 14,2 |

| 19,3 |

| 24,1 |

| 26,6 |

| 25,9 |

| 25,3 |

| 23,8 |

| 17,8 |

| 11,0 |

| 7,7 |

| 7,4 |

| 9,2 |

| 14,2 |

| 19,3 |

| 24,1 |

| 26,6 |

| 25,9 |

| 25,3 |

| 23,8 |

| 17,8 |

| 11,0 |

| 7,7 |

## Geschichte
Die 1633 gegründete Stadt erhielt ihren Namen nach Abdul Muzaffar Khan, einem Minister des Großmogul Shah Jahan. Der Minister hatte das Gebiet als Jagir übertragen bekommen. Muzaffarnagar („Stadt des Muzaffar“) wurde an der Stelle einer älteren, aber weitgehend verlassenen Siedlung Sarot oder Sarwat angelegt.
Am 7. September 2013 kam es zu schweren Unruhen zwischen Muslimen und Jat-Hindus aus, die im Verlauf etwa 50 Todesopfer forderten und die die Stationierung von Einheiten der indischen Armee notwendig machten.

## Bevölkerung
Beim Zensus 2011 betrug die Einwohnerzahl 392.768, die städtische Agglomeration 495.543.

## Persönlichkeiten
- Aijaz Ahmad (1941–2022), pakistanischer Literaturwissenschaftler und marxistischer Intellektueller
- Priyanka Pawar (* 1988), Sprinterin